# World Women’s Snooker Tour 2024/2025
World Women’s Snooker Tour 2024/2025 – seria turniejów snookerowych kobiet, organizowanych przez World Women’s Snooker, rozgrywanych między 9 sierpnia 2024 a 27 maja 2025.
W sezonie 2025/26 w dwuletnim rankingu sklasyfikowane zostały 174 zawodniczki. Najwyżej sklasyfikowana zawodniczka rankingu (Ng On Yee) i mistrzyni świata (Bai Yulu) otrzymują kartę uprawniającą do gry w zawodowym World Snooker Tour na sezony 2025/26 i 2026/27. Jednak ze względu na to, że Bai Yulu zdobyła dwuletnią kartę jako mistrzyni świata 2024 drugie miejsce w zawodowym tourze przypadło drugiej zawodniczce w rankingu Reanne Evans.

## Kalendarz
Kalendarz zawodów:
| Daty       | Daty       | Gospodarz         | Turniej                  | Miejsce                                | Miasto   | Zwyciężczyni   | Finalistka           | Wynik | Przypisy      |
| ---------- | ---------- | ----------------- | ------------------------ | -------------------------------------- | -------- | -------------- | -------------------- | ----- | ------------- |
| 2024-08-09 | 2024-08-11 | Stany Zjednoczone | US Women’s Open          | OX Billiards                           | Seattle  | Ng On Yee      | Anupama Ramachandran | 4-0   | [ 3 ] [ 4 ]   |
| 2024-09-06 | 2024-09-08 | Anglia            | UK Women’s Championship  | Northern Snooker Centre                | Leeds    | Bai Yulu       | Reanne Evans         | 4-0   | [ 5 ] [ 6 ]   |
| 2024-10-05 | 2024-10-08 | Australia         | Australian Women’s Open  | Mt Pritchard & District Community Club | Sydney   | Mink Nutcharut | Ng On Yee            | 4-3   | [ 7 ] [ 8 ]   |
| 2024-11-22 | 2024-11-24 | Anglia            | Women’s Masters          | Frames Sports Bar                      | Coulsdon | Reanne Evans   | Mink Nutcharut       | 4-3   | [ 9 ] [ 10 ]  |
| 2025-01-18 | 2025-01-23 | Maroko            | WSF Women’s Championship | Radisson Blu Resort                    | Saïdia   | Mink Nutcharut | Bai Yulu             | 4-3   | [ 11 ] [ 12 ] |
| 2025-02-07 | 2025-02-09 | Belgia            | Belgian Women’s Open     | The Trickshot                          | Brugia   | Reanne Evans   | Mink Nutcharut       | 4-3   | [ 13 ] [ 14 ] |
| 2025-03-28 | 2025-03-30 | Anglia            | British Women’s Open     | Landywood Snooker Club                 | Walsall  | Ng On Yee      | Mink Nutcharut       | 4-3   | [ 15 ] [ 16 ] |
| 2025-05-20 | 2025-05-27 | Chiny             | Mistrzostwa świata       | Changping Gymnasium                    | Dongguan | Bai Yulu       | Mink Nutcharut       | 6–4   | [ 17 ]        |